# توم مور (منافس ألعاب قوى)
توم مور (بالإنجليزية: Tom Moore)‏ هو منافس ألعاب قوى أمريكي، ولد في 14 أبريل 1914، وتوفي في 17 مايو 2002.

## روابط خارجية
- توم مور على موقع الاتحاد الأمريكي لسباقات المضمار والميدان، قاعة المشاهير (الإنجليزية)